# Gerostraße 18 (Gernrode)

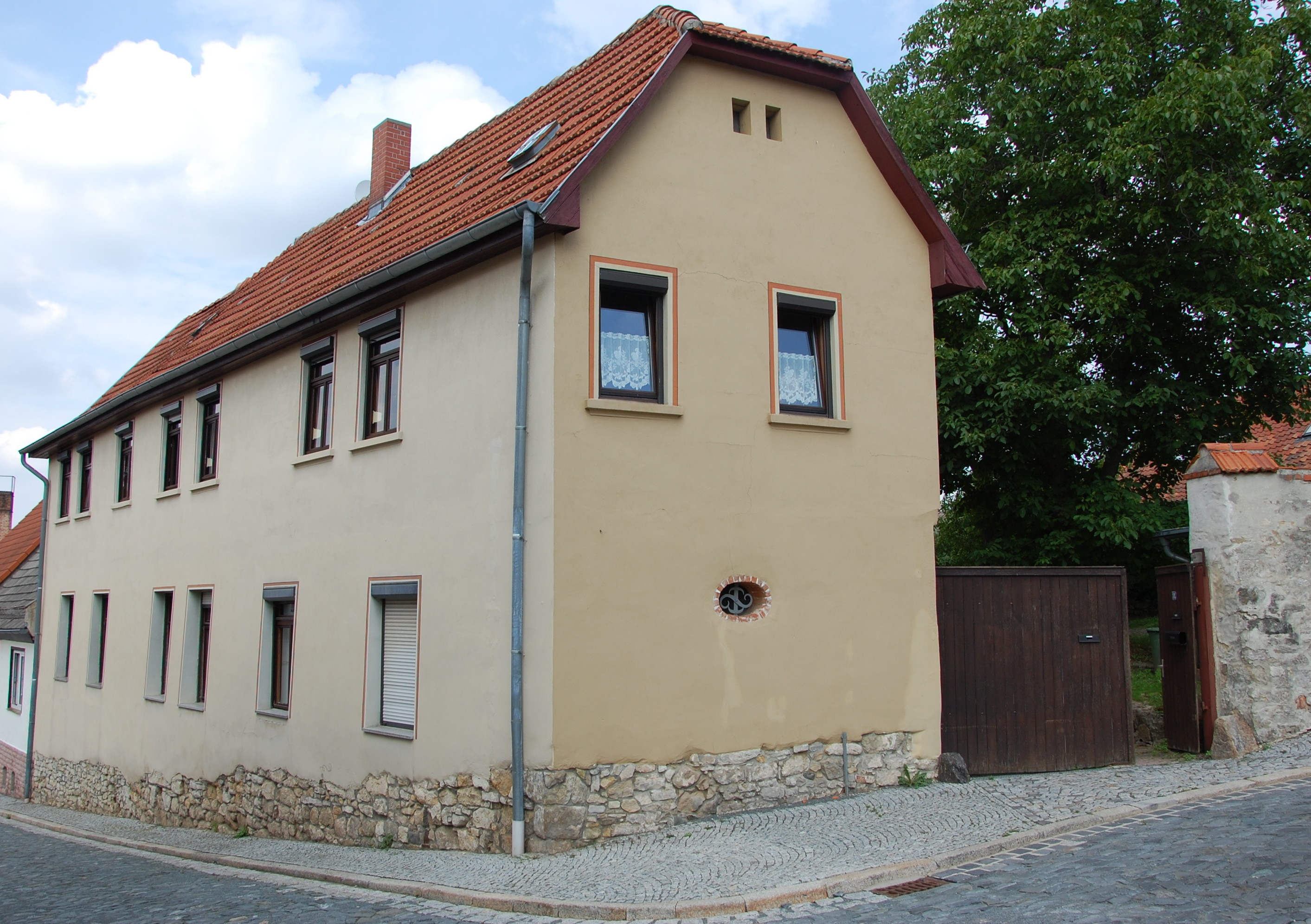
Flügel zur Sankt-Cyriakus-Straße

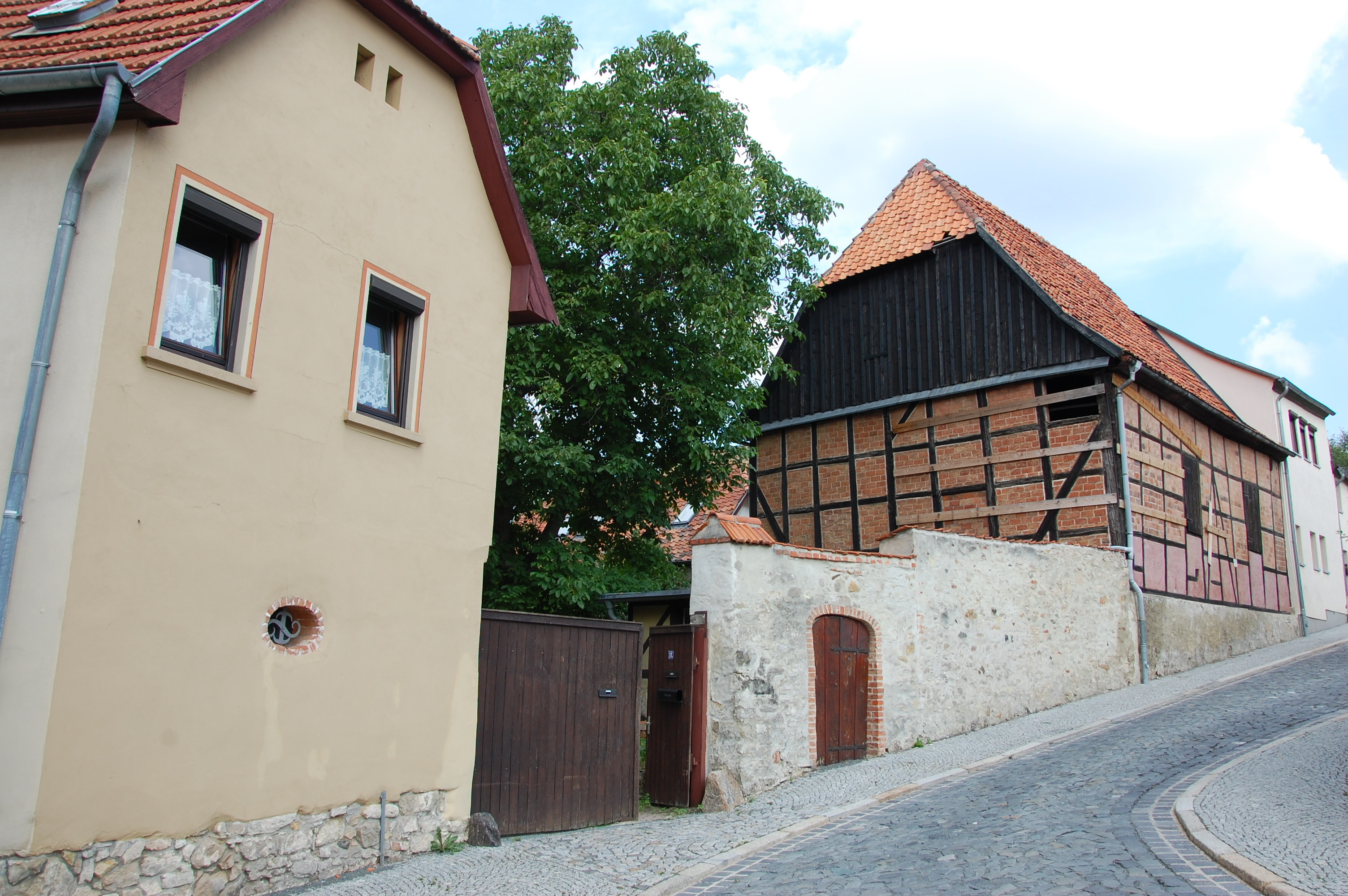
Südseite zur Gerostraße

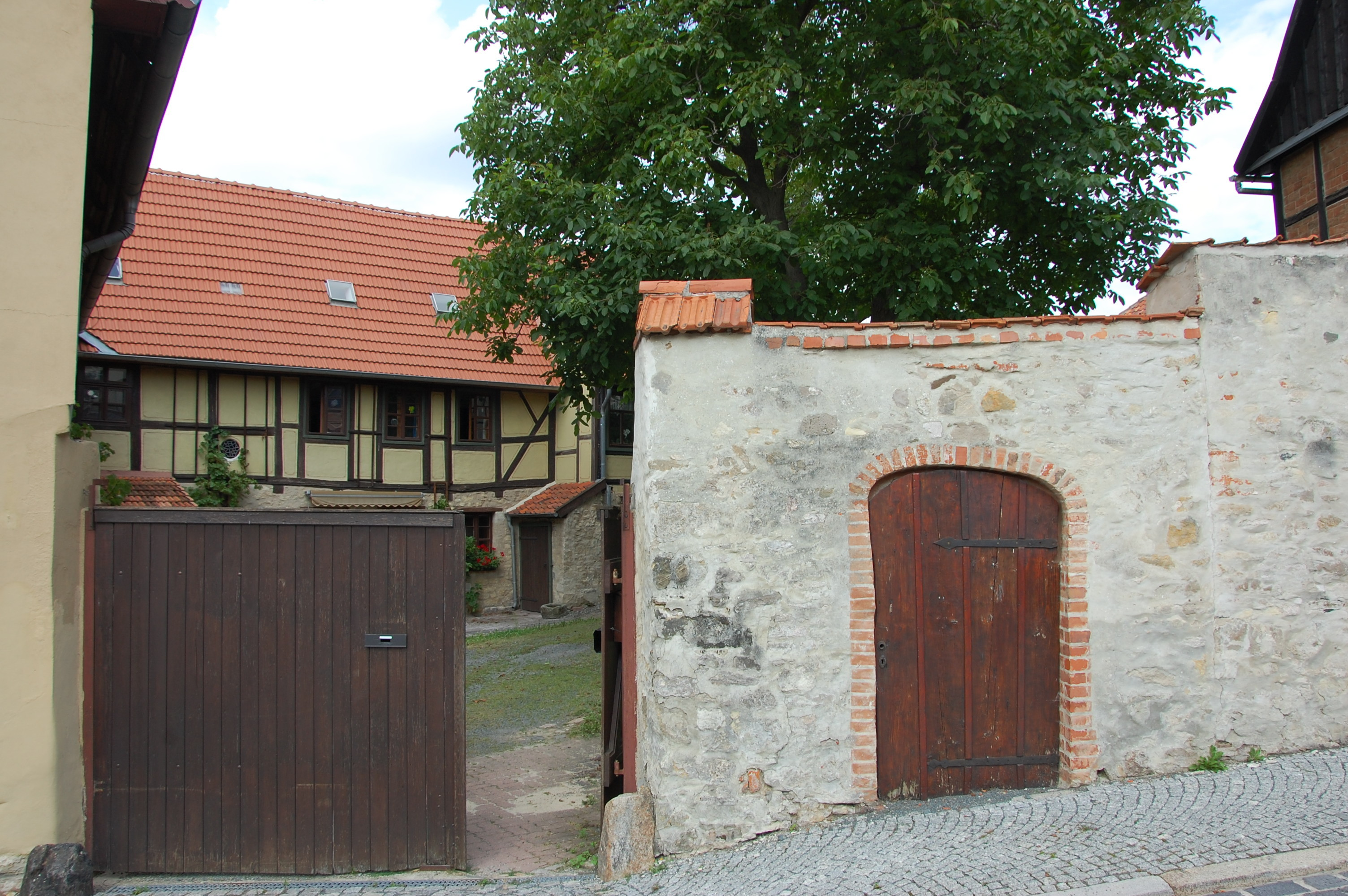
Hofeinfahrt und Pforte

Gerostraße 18 ist eine denkmalgeschützte Hofanlage in dem zur Stadt Quedlinburg in Sachsen-Anhalt gehörenden Ortsteil Stadt Gernrode.

## Lage
Sie befindet sich in der Gernröder Altstadt auf der Nordseite der Gerostraße an der Kreuzung von Gero- und Sankt-Cyriakus-Straße. Im örtlichen Denkmalverzeichnis ist das Anwesen als Ackerbürgerhof eingetragen. 

## Architektur und Geschichte
Das Wohnhaus des Hofs stammt aus dem 18. Jahrhundert. Es verfügt über ein in massiver Bauweise errichtetes Erdgeschoss, auf das ein Fachwerkstock aufgesetzt wurde. Die Gefache des zur Straße weisenden Gebäudeflügels sind mit Zierausmauerungen versehen. Bedeckt ist der Flügel mit einem Krüppelwalmdach. Darüber hinaus gehört auch eine bereits vor 1700 in Fachwerkbauweise errichtete Scheune zum Hof. Als weiteres Gebäude ist ein massiv gebauter Stall erwähnenswert.
Umgeben ist das Grundstück von einer aus Bruchsteinen gebauten Mauer mit einer als Korbbogen gestalteten Pforte.
Bis zum 31. Dezember 2011 lautete die Adresse des Anwesens Bergstraße 18.